# Die lachende Grille
Pour plus de détails, voir Fiche technique et Distribution.
Die lachende Grille (en français Le grillon qui rit) est un film allemand réalisé par Friedrich Zelnik sorti en 1926.
L'histoire est une adaptation du roman La Petite Fadette de George Sand.

## Synopsis
En France, la Monarchie de Juillet est terminée et le pays commence à se reconstruire comme un État bourgeois sans la domination de la noblesse. La petite Fadette et sa grand-mère âgée du même nom, vivent dans un petit village appelé La Cosse. Malgré la pauvreté et les circonstances défavorables, la jeune Fadette est une fille très joyeuse, à tel point qu'elle a bientôt le surnom du "grillon rieur". Comme chaque année, une fête a lieu à La Cosse en l'honneur de Sainte-Anne, à laquelle participera également le fils du maire, le beau Landry. Tous deux dansent avec exubérance, mais Landry a honte d'elle car, en raison de la pauvreté de la famille, Fadette a dû se contenter d'une vieille robe disgracieuse de sa grand-mère. Les autres invités de la fête de Sainte-Anne se moquent également de l'apparence de Fadette. Néanmoins, Landry tombe amoureux de la jeune femme qui, indignée par les moqueries qui lui sont faites, quitte les festivités en colère et offensée.
À la demande de son père, qui n'est pas du tout enthousiasmé par la liaison de son fils aîné avec le "grillon rieur", car Landry doit épouser une femme riche, parce qu'il est lui-même en difficulté financière. Lorsque Fadette l'apprend, elle libère Landry malgré sa profonde affection. Désormais, plus rien ne la retient et elle part à Paris, sans le sou, pour y chercher fortune. Elle tombe par hasard en possession de plusieurs centaines de francs. Dès lors, elle ne souhaite plus qu'augmenter ce petit "trésor" et accède même au baron Rothschild. Le baron et son entourage apprécient ce butor campagnard joyeux et un peu simple et patronnent sa présence. Le premier pas dans les hautes sphères parisiennes est fait. Fadette rencontre la célèbre autrice George Sand, qui l'introduit dans les cercles du chic culturel parisien. Des artistes légendaires tels que Frédéric Chopin, Gioachino Rossini, Heinrich Heine et Niccolò Paganini croisent son chemin. Avec sa bonne humeur, Fadette conquiert rapidement tous les cœurs. En fin de compte, elle atteint même son objectif souhaité : devenir riche, car une fois qu'elle est capable de servir le baron Rothschild, il la récompense généreusement. Désormais, le "grillon qui rit" peut rentrer chez lui dans son village, riche et fier, et prendre son bien-aimé Landry comme mari.

## Fiche technique
- Titre original : Die lachende Grille
- Réalisation : Friedrich Zelnik
- Scénario : Fanny Carlsen
- Musique : Willy Schmidt-Gentner
- Direction artistique : André Andrejew, Alexander Ferenczy
- Photographie : Frederik Fuglsang (de), Friedrich Weinmann (de)
- Production : Friedrich Zelnik
- Société de production : Friedrich Zelnick-Film
- Pays de production : Allemagne  République de Weimar
- Langue : allemand
- Format : Noir et blanc - 1,33:1 - 35 mm
- Genre : Comédie dramatique
- Durée : 125 minutes
- Dates de sortie :
  - Allemagne  République de Weimar : 1er décembre 1926
  - Autriche : 1er janvier 1927
  - Royaume-Uni : 29 août 1927
  - Pays-Bas : 28 octobre 1927
  - Hongrie : 12 janvier 1928
  - Danemark : 7 janvier 1929

## Distribution
- Lya Mara : Fadette, le "grillon qui rit"
- Yvette Guilbert : la vieille Fadette, sa grand-mère
- Harry Liedtke : Landry
- Eugen Klöpfer : Barbeau
- Ernö Verebes (de) : Sylvain
- Eugen Burg : le baron Rothschild
- Dagny Servaes : George Sand
- Alfred Abel : Frédéric Chopin
- Rudolf Klein-Rogge Gioachino Rossini
- Max Grünberg (de) : Heinrich Heine
- Hans Waschatko (de) : Niccolò Paganini
- Ferdinand von Alten : le duc d'Orléans
- Wilhelm Diegelmann : l'aubergiste
- Hermann Picha : le vieux fermier

et Harry Berber, Karl Etlinger, Karl Platen, Berta Scheven, Hans Heinrich von Twardowski

## Production
Die lachende Grille est réalisée dans le studio de cinéma de Staaken en octobre et novembre 1926. La longueur de la pièce en sept actes est de 3 137 mètres.

## Source de traduction
- (de) Cet article est partiellement ou en totalité issu de l’article de Wikipédia en allemand intitulé « Die lachende Grille » (voir la liste des auteurs).

1. ↑  Musée Toulouse-Lautrec, Yvette Guilbert : Diseuse fin de siècle, Musée Toulouse-Lautrec, 1994, 132 p. (lire en ligne), p. 42